# Arne Aursand

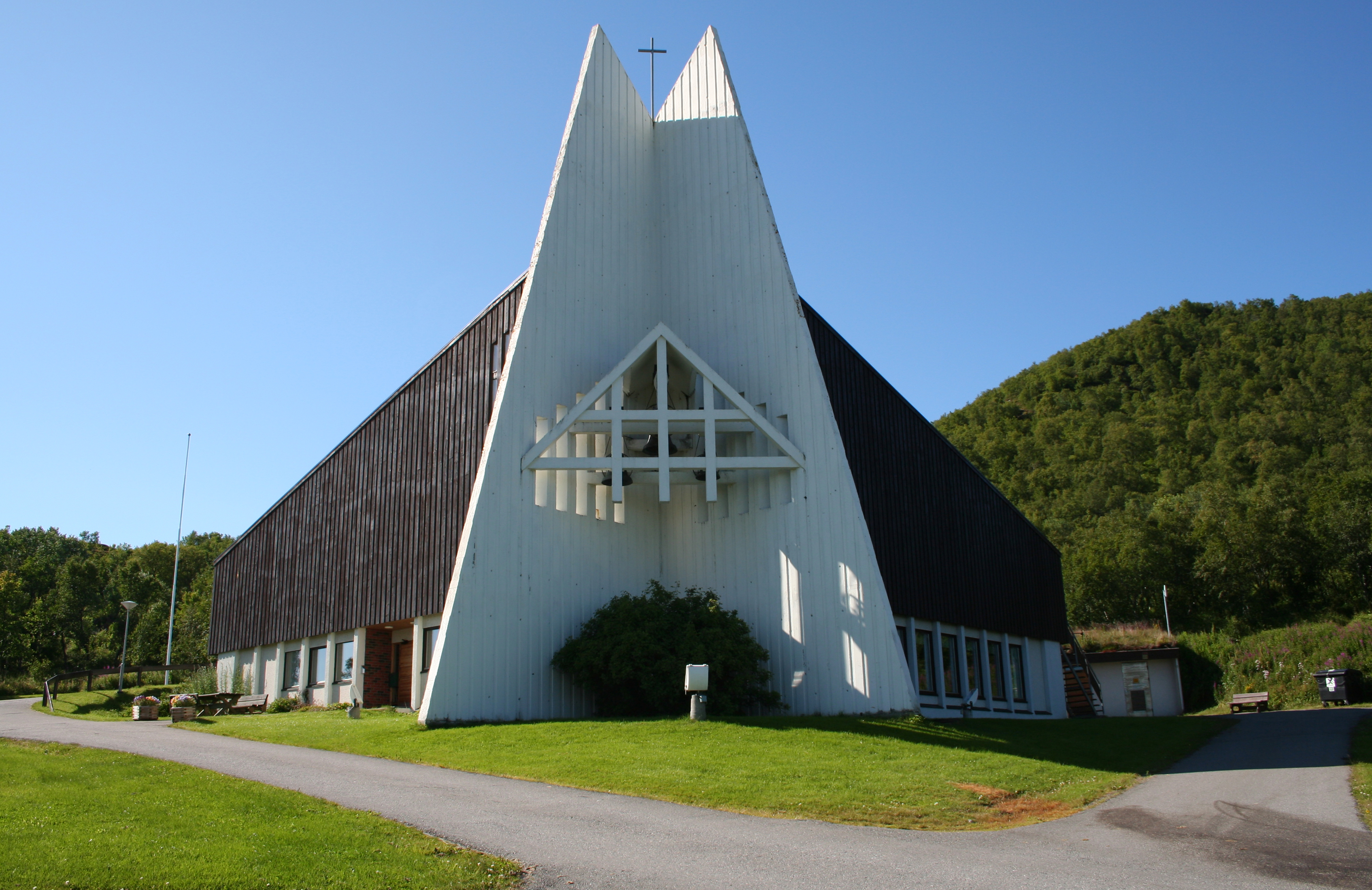
Myre kirke (1979).

Arne Aursand, född 18 oktober 1916 i Namsos, död 7 november 1996, var en norsk arkitekt.
Aursand blev student 1936, studerade vid tekniska högskolan i Braunschweig 1938–1939 och utexaminerades från Norges tekniske høgskole i Trondheim 1941. Han var assistent vid Brente steders regulering 1941–1946, regleringsarkitekt i Namsos och Steinkjer 1946–1952 och bedrev därefter egen arkitektverksamhet i Namsos. Han ritade bostads-, affärs- och allmänna byggnader samt regleringsplaner. Han var medlem av Namsos byggnadsråd.